# Campeonato Mundial de Ciclismo BMX de 2011
El XVI Campeonato Mundial de Ciclismo BMX se celebró en Copenhague (Dinamarca) entre el 27 y el 31 de julio de 2011 bajo la organización de la Unión Ciclista Internacional (UCI) y la Federación Danesa de Ciclismo.
Las competiciones se realizaron en el Circuito de BMX de la capital danesa.

## Resultados

### Masculino
| Evento               | Oro                                    | Plata                                    | Bronce                            |
| -------------------- | -------------------------------------- | ---------------------------------------- | --------------------------------- |
| Carrera (30.07)      | Joris Daudet Francia 33,444            | Māris Štrombergs Letonia 33,927          | Marc Willers Nueva Zelanda 33,954 |
| Contrarreloj (29.07) | André Fosså Aguiluz · Noruega · 33,811 | Jelle van Gorkom · Países Bajos · 33,849 | Brian Kirkham Australia 33,858    |

### Femenino
| Evento               | Oro                               | Plata                              | Bronce                            |
| -------------------- | --------------------------------- | ---------------------------------- | --------------------------------- |
| Carrera (30.07)      | Mariana Pajón · Colombia · 37,621 | Sarah Walker Nueva Zelanda 38,095  | Magalie Pottier Francia 38,396    |
| Contrarreloj (29.07) | Shanaze Reade Reino Unido 37,440  | Caroline Buchanan Australia 37,627 | Mariana Pajón · Colombia · 38,154 |

## Medallero
| Núm. | País          | Oro | Plata | Bronce | Total |
| ---- | ------------- | --- | ----- | ------ | ----- |
| 1    | Colombia      | 1   | 0     | 1      | 2     |
| 1    | Francia       | 1   | 0     | 1      | 2     |
| 3    | Noruega       | 1   | 0     | 0      | 1     |
| 3    | Reino Unido   | 1   | 0     | 0      | 1     |
| 5    | Australia     | 0   | 1     | 1      | 2     |
| 5    | Nueva Zelanda | 0   | 1     | 1      | 2     |
| 7    | Letonia       | 0   | 1     | 0      | 1     |
| 7    | Países Bajos  | 0   | 1     | 0      | 1     |
|      | TOTAL         | 4   | 4     | 4      | 12    |